# Epipleoneura manauensis
Epipleoneura manauensis là loài chuồn chuồn trong họ Protoneuridae. Loài này được Santos mô tả khoa học đầu tiên năm 1964.